# Yambuku
Yambuku é uma pequena vila na província de Mongala, no norte da República Democrática do Congo, mais conhecida como o centro do surto de Ébola em 1976. É 1.098 quilômetros (682 milhas) a nordeste da cidade capital de Kinshasa. A vila não tinha água corrente nem eletricidade. Havia um hospital, mas não tinha rádio, telefone ou ambulâncias, e a comunicação era feita pelo mensageiro de motos.